# Raffaello Fossi
Raffaello Fossi in arte RAFO (Signa, 21 aprile 1928 – Signa, 8 gennaio 1962) è stato un pittore italiano.

## La formazione
Il percorso artistico di Raffaello Fossi iniziò nel Castello di Signa negli anni a ridosso del secondo dopoguerra, in un momento ricco degli stimoli e delle forze propulsive tipiche della ricostruzione.
La presenza a Signa della bottega di un artista del livello di Giuseppe Santelli e di una notevole attività artigianale legata alla produzione di ceramica e di terrecotte artistiche contribuì a mostrare a molti giovani signesi e lastrigiani la bellezza di misurarsi con i temi dell'arte favorendo la nascita di pittori e scultori capaci di lasciare una profonda traccia nella storia artistica di questo territorio, come Mario Moschi, Bruno Catarzi, Renato Bertelli, Enzo Borgini ed i fratelli Cartei.
Per Rafo alle prime esperienze pittoriche, sviluppatesi nella scuola di Giuseppe Santelli, che immediatamente ne aveva individuato il talento naturale, seguirono quattro anni di studio presso l'Accademia di belle arti di Firenze sotto la direzione del professor Giorgio Settala seguiti a loro volta da un periodo di perfezionamento nella Scuola del Nudo.
Una forte preparazione su ogni tecnica pittorica si accompagnò a continui tentativi ed esperimenti che portarono Rafo ad avventurarsi in ogni ambito artistico mantenendo al tempo stesso una forte tensione culturale caratterizzata sia dalla lettura che dallo studio di filosofi e scrittori non solo contemporanei.
La sua partecipazione attiva all'interno del dibattito culturale ed artistico fiorentino contribuì a far sì che ogni sua opera fosse accompagnata da una sua vivace filosofia di fondo sorretta dalla certezza del ruolo dell'arte nel progresso dell'umanità.
La sua vita fu segnata da problemi fisici che se da un lato ne limitavano i movimenti, dall'altro lo caricavano di rabbia, di passione, di voglia di vivere e di fare.
Proprio in un momento di seminfermità, relegato nella sua camera di via dell'orologio, iniziò le sue prime sperimentazioni pittoriche lungo percorsi diversi e spesso contraddittori che gli offrirono gli strumenti tecnici fondamentali per lo sviluppo di un proprio stile sempre più libero dagli schemi accademici che troverà uno sbocco fondamentale nell'attenzione verso Rosai e la sua opera.
Il suo nome d'arte, RAFO, derivante dall'utilizzo delle due lettere iniziali del nome e del cognome, che contrassegna quasi tutta la sua produzione artistica a partire dal 1957, fu suggerito proprio dal maestro Ottone Rosai che ne ispirò anche alcune prime opere e lo incoraggiò ad affrontare con decisione quei nuovi percorsi artistici che Rafo seguì attraverso una ricerca continua ed il contatto con le più significative avanguardie fiorentine degli anni cinquanta.

## Le esposizioni e l'evoluzione artistica
Con il 1957 inizia un periodo segnato da importanti mostre con le quali si sviluppa un rapporto ancora più intenso con gli amici pittori e con critici d'arte capaci di cogliere le novità di un messaggio pittorico carico di contenuti originali.
Il primo giugno del 1957 fu inaugurata la sua prima esposizione presso la Galleria Vigna Nuova di Firenze, cui seguirono in successione, oltre a ripetute partecipazioni a concorsi e a collettive, altre mostre personali che ebbero, come si può rilevare da articoli di stampa, grandi successi di critica e di pubblico. Nell'ottobre del 1957 si tenne una nuova personale presso la Biblioteca Comunale di Empoli mentre il 1958 vide i successi della Galleria Falsetti di Prato e, di nuovo, della Galleria Vigna Nuova di Firenze.
Nel luglio del 1959 la Galleria Spinetti di Firenze ospiterà una personale che, secondo Umberto Baldini, segnerà la piena maturazione artistica di RAFO.
La mostra alla galleria Il Bulino di Ferrara, nell'autunno del 1960, costituirà un altro importante passaggio nella direzione di una presa di coscienza sempre più forte nei confronti dell'approdo ad un più definito stile personale che, valorizzando ogni momento ed ogni esperienza provata nei vari ambiti seguiti dal pittore andava segnando le principali caratteristiche della sua arte.
A seguito dell'improvvisa morte a soli 33 anni, non vi ulteriori esposizioni o mostre per oltre 45 anni; bisognerà infatti attendere il 2007 per poter rivedere alcune delle sue opere, recuperate dai nipoti, nella prima grande retrospettiva organizzata dal Comune di Lastra a Signa, presso lo Spedale di Sant'Antonio.
Seguiranno altre mostre come quella del 2012  nel suo paese nativo, Castel di Signa.

## Gli ultimi anni
Abbandonate col tempo le pur utili sollecitazioni esterne e muovendosi arditamente su percorsi più liberi ed a lui più congeniali si assiste, nell'ultimo periodo, alla produzione di opere particolari, nelle quali si legge il suo passato, ma che si risolvono in un'autonomia piena e con uno stile sicuramente inconfondibile.
La sua capacità di esprimersi utilizzando le più particolari tecniche pittoriche fu utilizzata anche su quelle tematiche di valenza politica e civile che animavano il dibattito dei primi anni sessanta. La guerra fredda e il timore di un conflitto nucleare rappresentarono alcuni dei fronti in cui Rafo impegnò direttamente il suo pensiero e la sua arte.
La Mostra Antinucleare che si terrà a Firenze nel 1961 vedrà la sua partecipazione con un quadro di notevoli dimensioni dal titolo La fine. Questo dipinto, oggi esposto nella Sala Consiliare del Comune di Signa, rappresenta due mani scheletrite, su di uno sfondo verde, irreale, che si aggrappano ad un reticolato di filo spinato, quasi a testimoniare, con quella citazione da campo di sterminio nazista, che quanto era accaduto poteva nuovamente accadere nella prospettiva di un nuovo olocausto universale. Portandosi dietro la foto di questo dipinto, Rafo partecipò, giovedì 21 dicembre 1961, ad una trasmissione televisiva dal titolo Arti e Scienze.
I grandi quadri su iuta, le ragnatele, le immagini che vanno ben oltre l'ambiente ed il contesto tipico dei primi anni sessanta, costituiscono elementi originali di forte tensione artistica estremamente coinvolgenti anche per chi li guarda.
Sempre Umberto Baldini scriverà su “La Nazione” del 26 giugno 1961:
 … i risultati appaiono veramente notevoli specie se confrontati con l'ultima sua attività: c'è più libertà, più piglio, più incisività nel suo linguaggio che va risolvendo in emozioni di larga cromia il recente cristallizzarsi di una quasi geometrica elaborazione …
Nella bellezza delle sue opere e nel raggiungimento di un obiettivo tanto desiderato la finale paura di perdere quella tensione artistica che lo aveva spinto verso simili risultati: confidava al fratello, nei mesi precedenti la sua prematura scomparsa, che ormai si sentiva assuefatto alla vita ed esprimeva il timore di non riuscire più ad evolvere la sua arte verso nuove e dinamiche direzioni.
Parigi, il suo mondo culturale ed artistico, con la presenza forte dell'esistenzialismo, avrebbero potuto sollecitare nuovi percorsi, capaci di annullare una quiete, più presunta che vera, che Rafo intendeva anche come morte dell'arte.
Nel momento in cui la sua pittura cominciava ad affermarsi la sua vita terminava con la morte improvvisa, giunta a 33 anni, alla vigilia del suo tanto atteso viaggio a Parigi, dove pensava di prendere contatto con le avanguardie artistiche presenti nella capitale francese, interrompeva bruscamente un percorso che, dopo tante difficoltà e delusioni, sembrava essere arrivato ad un successo che lo stava consacrando anche agli occhi di un pubblico più vasto accanto agli amici Silvio Loffredo, Nino Tirinnanzi, Venturino Venturi, Gambassi, Bergomi, Pini, Midollini, Antonio e Xavier Bueno.
| Controllo di autorità | VIAF (EN) 100799765 · Europeana agent/base/136407 · LCCN (EN) no2009147834 |

1. ↑   Fossi, Giampiero., Rafo, Masso delle Fate, [2007], ISBN 88-6039-078-8, OCLC 955633804. URL consultato il 4 marzo 2020.
2. ↑   Rafo, su massodellefate.it. URL consultato il 4 marzo 2020.
3. ↑   Redazione Met, Met - Notizie dagli Enti della Toscana centrale - quotidiano di informazione della città metropolitana di Firenze., su met.provincia.fi.it. URL consultato il 4 marzo 2020.
4. ↑   galleria spinetti firenze - Cerca con Google, su google.com. URL consultato il 4 marzo 2020.
5. ↑   exibart_admin, Raffaello Fossi - Rafo, su exibart.com. URL consultato il 4 marzo 2020.
6. ↑   Signa: inaugurata al Castello la mostra dedicata a RAFO, su Piana Notizie, 8 settembre 2012. URL consultato il 4 marzo 2020.
7. ↑   Copia archiviata, su comune.signa.fi.it. URL consultato il 4 marzo 2020 (archiviato dall'url originale il 4 marzo 2020).